# Christine Gomis
Christine Gomis (Parigi, 3 febbraio 1968) è un'ex cestista francese.

## Carriera
Con la Francia ha disputato i Campionati del mondo del 1994 e i Campionati europei del 1999.